# Teufelsfelsen (Mitterfels)
Der Teufelsfelsen in Mitterfels ist eine Felskuppe aus Perlgneis mit Wollsackverwitterung und als geschütztes Geotop ausgewiesen.
Er hat eine exponierte Lage zwischen der Burg Mitterfels und dem Talweg rechts entlang der Menach, den er mehr als 50 Meter überragt. Hier nahe der ehemaligen Talmühle wird die Menach nur Perlbach bezeichnet und ändert am Teufelsfelsen ihre Laufrichtung im rechten Winkel von Südost auf Südwest.